# ويليام نورث رايس
ويليام نورث رايس (بالإنجليزية: William North Rice)‏ هو جيولوجي أمريكي، ولد في 21 نوفمبر 1845 في ماربلهيد في الولايات المتحدة، وتوفي في 13 نوفمبر 1928 في ديلاوير في الولايات المتحدة.